# Agnomen
Agnomen betekent letterlijk bijnaam in het Latijn. Het moet niet worden verward met een cognomen. Een cognomen is een bijnaam die gegeven wordt aan een bepaalde tak van een gens, zoals Caesar voor misschien wel de beroemdste tak van de gens Julia. Een agnomen echter kreeg men op basis van persoonlijke verdiensten en niet van bij de geboorte zoals een cognomen.

## Overwinningen
De meest gebruikelijke agnomina waren die, die refereren aan de plaats waar de naamdrager een klinkende overwinning had behaald, bijvoorbeeld Africanus, Numidicus, Macedonicus, enzovoorts. Beroemde voorbeelden hiervan zijn:
- Publius Cornelius Scipio Africanus maior
- Publius Cornelius Scipio Aemilianus Africanus minor
- Lucius Aemilius Paulus Macedonius
- Quintus Caecilius Metellus Macedonicus
- Macedonicus Cestius
- Lucius Caecilius Metellus Dalmaticus
- Quintus Caecilius Metellus Numidicus.

## Verdiensten
Andere redenen voor het krijgen van een agnomen waren morele of zedelijke verdiensten, aangegeven met Nepos (verkwister), Cunctator (twijfelaar) of Pius (vroom of trouw). Beroemde voorbeelden hiervan zijn Quintus Caecilius Metellus Nepos, Quintus Fabius Maximus Cunctator (Romeins dictator die constant twijfelde over zijn beslissingen) en Quintus Caecilius Metellus Pius.

## Augustus
Het beroemdste voorbeeld is misschien wel dat van Caesars adoptiezoon Gaius Julius Caesar (Octavianus). Nadat die in 27 v.Chr. naar eigen zeggen de Romeinse Republiek gered had, kreeg hij het agnomen Augustus, wat zoveel betekent als "verhevene". Dit agnomen werd in 14 overgeërfd door Augustus' adoptiezoon Tiberius Julius Caesar – die nu princeps van Rome werd – en zijn bij testament geadopteerde echtgenote, die nu Julia Augusta als naam kreeg.

## Dochters
Dochters van Romeinen met een agnomen erfden soms hun vaders agnomen over om hen bijvoorbeeld te kunnen onderscheiden van hun zussen. Zo heet de dochter van Lucius Caecilius Metellus Dalmaticus Caecilia Metella Dalmatica en de jongste dochter van Publius Cornelius Scipio Africanus maior Cornelia Africana.